# 石峰 (演员)
石峰（1942年—），本名曹照雄，為台灣資深演員，早期多以電影為主，後轉戰電視劇。近年已減少演出。

## 演出作品
| - 1971年 颱風天 （飾 許阿泉） - 1972年 嘉慶君與王得祿 - 1972年 《西螺七劍》飾 陳劍英 - 1972年 戀春風 - 1972年 華視《雨中鳥》 - 1972年 鳳山虎 （飾 尤守己） - 1972年 邱罔舍 - 1973年 八卦山下 （飾 李一鳴） - 1973年 赤崁樓之戀 （飾 清輝） - 1974年 華視《朱洪武開國記》 - 1975年 府城八條龍 - 1980年 狐妻 - 1983年 唐山阿兄 - 1986年 華視《花月正春風》 （飾 陳耀輝） - 1987年 風蕭蕭 （飾 林志標） - 1987年 皇帝與公主 - 1987年 我的爸爸不是賊 - 1988年 命運的鎖鏈 （飾 盧日春） - 1989年 華視 《愛你入骨》 （飾陳俊傑） - 1991年 華視《難忘鳳凰橋》（飾 陳明峰） - 1991年 華視《韓湘子》（飾 韓湘子） - 1992年 華視《無敵神童李哪吒》（飾 李靖） - 1994年 愛到深處無怨尤 - 1995年 鳳冠情 - 1995年 海海的人生 - 1995年 天亮叫我 （飾 周父） - 1995年 醒世媳婦 （饰 茂盛） - 1996年 驚世新娘 （飾 張文峰） - 1996年 阿足 （饰 趙富山） - 1997年 危險關係 （飾 杜威遠） - 1998年 中視 《世間父母》（飾 邱茂生） - 1998年 華視 《超級世家》 （飾 陳萬貴） - 1998年 《春天父母心》 （飾 黃文強） - 1999年 《何日君再來》 （飾 王家豪） - 1999年 《富贵在天》 （飾 林源） - 台視 《齊天大聖孫悟空》 （飾 如來佛祖） - 2000年 民視《民視劇場－叫阿公一百元》 （飾 林福興） - 2000年 《飛龍在天》 （飾 何東） - 2001年 《情义》 （饰 廖寿海） - 2005年 《生命的太陽》 （飾 方大海） - 2006年 《天下第一味》 （飾 劉明峰） - 2008年 《真情满天下》 （飾 陳世鵬） - 2008年 《大愛劇場－黃金線》 （飾 黃父） - 2010年 《天下父母心》 （飾 David） - 2011年 《家和萬事興》 （飾 周添福） - 2012年 公視《公視人生劇展－料理人生》 （飾 阿吉師） - 2012年 《天下女人心》 （飾 陳長仁） - 2013年 《管爸的照相機》 （飾 管連修） - 2016年 《多桑の純萃年代》 （飾 高林天祐） - 2016年 《大愛劇場－純美時光》（飾 駱父） - 2025年 《臥龍好歲月》拍攝中 | - 1969年 獨臂刀王 - 1970年 十三條蟲 - 1971年 落鷹俠 - 1972年 大地龍蛇 - 1974年 女朋友 - 1974年 唐山功夫 - 1975年 孝子釘 - 1975年 七月出靈 - 1975年 心之魔 - 1976年 鬼琵琶 - 1976年 包青天 - 1976年 張三豐獨闖少林（飾 張三豐） - 1976年 夏日假期玫瑰花 - 1976年 秋歌 - 1976年 黃金儀 - 1977年 愛情雨開花 - 1977年 金燕子 - 1977年 彩雲在飛躍 - 1978年 王花劍神 - 1978年 大地飛鷹 - 1978年 太空式的愛情 - 1978年 女生追男生 - 1978年 追趕跑跳碰 - 1978年 願者上鉤 - 1978年 十二生南 - 1979年 古厝夜語 - 1979年 糊塗大醉俠 - 1980年 劍氣滿天花滿樓 - 1980年 新月傳奇飾胡鐵花 - 1981年 九月鷹飛 - 1981年 一鳳東飛九萬里（飾宮九/小老頭） - 1982年 十八層地獄 - 1982年 狼女白鷹 - 1986年 巨星報喜 - 1986年 父子關係 - 1993年 陸小鳳傳奇之鳳舞九天 - 1997年 山莊情挑 - 2010年 皮克青春 - 2019年 幻術（飾李登輝） |

## 外部連結
- 石峰在香港影庫上的簡介
- 中文電影資料庫─石峰 （页面存档备份，存于）